# Canicule de 2006 en France métropolitaine
La canicule de 2006 en France métropolitaine est un événement climatique remarquable survenu une grande partie du mois de juillet 2006. C'est la deuxième période de chaleur la plus importante depuis 1950, après celle de 2003 et devant celles de 1976 et 1983.

## Chronologie de l'épisode
À partir de la mi-juin 2006, une grande partie de la France métropolitaine connaît des températures au-dessus des moyennes saisonnières. Après un début de mois de juillet déjà très au-dessus des moyennes de saison, une baisse des températures intervient du 5 au 7 juillet.
La température remonte à partir du 8 juillet, et le 10 juillet commence sur la France une période caniculaire qui durera jusqu'au 28 juillet. À la fin du mois, les températures sont plus basses, sauf sur le sud-est de la France.
Juillet 2006 est le mois de juillet le plus chaud en France depuis 1950, la moyenne des températures de 22 stations métropolitaines indique une température moyenne de 24 °C en juillet 2006 et 23,4 °C en juillet 1983.
Il s'agit également du deuxième mois le plus chaud depuis 1950, juste derrière août 2003, dont la moyenne atteignait 24,2 °C.
Météo France déclenche une vigilance jaune, puis orange, pour la canicule, surtout à partir du 7 juillet.
Depuis le 30 juin, la vigilance orange canicule a été déclenchée de manière presque permanente sur la France, avec seulement 2 courtes pauses, du 5 au 7 juillet, et du 28 au 29 juillet.
La vigilance orange a d'abord concerné un petit nombre de départements, mais à partir du 16 juillet, la vague de chaleur s'est renforcée et étendue, et le 24 juillet, plus de la moitié des départements était en vigilance orange.
C'est la basse vallée du Rhône qui a été la plus touchée par cette canicule.
À partir du 26 juillet, et avec quelques prémices le 25 juillet, une perturbation orageuse a traversé la France d'ouest en est. Elle s'est accompagnée d'une baisse sensible des températures, qui petit à petit, a concerné tout le pays.
Jusqu'au 27 juillet, cette perturbation a concerné les régions d'une grande partie ouest, ce qui entraîna une forte baisse des températures, puis le 28 juillet, la dépression a touché l'est de la France, entraînant une importante baisse des températures sur l'ensemble du pays et donc la levée de la vigilance orange.
L'épisode caniculaire s'est terminé le 28 juillet, sauf sur le sud-est.
Les températures ont ensuite diminué de manière durable et la vigilance orange à la canicule a été levée le 1er août à 16 h.

Cartes de vigilance de Météo-France sur l'épisode
16 juillet 2006 à 16 h
25 juillet 2006 à 16 h

## Bilan humain
Sur le mois de juillet 2006, 133 décès considérés comme imputables à la chaleur ont été signalés. Toutefois, en comparant la mortalité observée entre le 11 et le 28 juillet 2006 et celles des années précédentes, on constate, selon les sources, 1 600 à 2 000 décès supplémentaires.